# Onosma irritans
Onosma irritans är en strävbladig växtart som beskrevs av Mikhail Grigoríevič Popov och Nikolai Vasilievich Pavlov. Onosma irritans ingår i släktet Onosma och familjen strävbladiga växter. Inga underarter finns listade i Catalogue of Life.